# La Dorada
La Dorada – miasto w Kolumbii, w departamencie Caldas.